# Постановление ГКО № ГКО-5311
Постановление Государственного Комитета Обороны № ГКО-5311 — выпущенное 5 марта 1944 года постановление «О мероприятиях по подготовке командных кадров морского флота», определившее вектор развития образования моряков в СССР.
В течение Великой Отечественной войны среди специалистов морского дела были большие потери.
Такие морские центры, как Ленинград, Одесса, Новороссийск попали в зону боевых действий.
По этой причине 5 октября 1943 года вышло Постановление № ГКО-4255 «О подготовке кадров массовых профессий для судов и предприятий Наркомморфлота СССР», которое было посвящено организации обучения матросов, кочегаров, машинистов, мотористов и радиооператоров в учебных заведениях системы трудовых резервов.
Постановление № 5311 особенно выделяло то, что существующая практика подготовки специалистов в морских техникумах не обеспечивает кадры, соответствующие уровню современной техники судовождения и управления сложными судовыми и портовыми механизмами.
Для решения этой проблемы было принято решение реорганизовать ряд (ссуз) морских техникумов в высшие морские училища.
7 июня 1944 года нарком морского флота СССР П. П. Ширшов издал приказ, в соответствии с которым были преобразованы два высших учебных заведения:
- Ленинградский морской техникум был реорганизован в Ленинградское высшее мореходное училище
- Владивостокский морской техникум был реорганизован в Владивостокское высшее мореходное училище

В 1944—1945 году в рамках реформы морского образования преобразовались из морских техникумов и вновь открылись средние мореходные училища:
- Ленинградское мореходное училище
- Архангельское мореходное училище
- Бакинское мореходное училище
- Батумское мореходное училище
- Ростовское -на-Дону мореходное училище имени Г. Я. Седова
- Астраханское мореходное училище
- Николаевское-на-Амуре (с 1949 года — Сахалинское) мореходное училище

После освобождения юга страны и Прибалтики были открыты:
- Одесское мореходное училище
- Херсонское мореходное училище
- Таллинское мореходное училище
- Рижское мореходное училище

В Одессе с 1944 года функционировали три морских учебных заведения:
- Одесское мореходное училище
- Одесское высшее мореходное училище
- Одесский институт инженеров морского флота

К концу 1944 года в СССР функционировали четыре ВУЗа (три высших мореходных училища и институт водного транспорта) по подготовке морских специалистов и 12 мореходных училищ. Высшие мореходные и мореходным училищам был установлен статус «закрытых» учебных заведений. Курсанты находились на полном государственном обеспечении: питание, обмундирование, проживание, учеба.
С 1945 года на основании постановления ГОКО № 5311 от 05.03.1944 года стали преобразовываться из морских рыбопромышленных техникумов и создаваться вновь мореходные училища в системе рыбной промышленности и хозяйства СССР.